# Руденька (Звягельський район)
Руде́нька — село в Україні, в Звягельському районі Житомирської області. Населення становить 570 осіб. Входить до складу Ємільчинської селищної громади.

## Географія
Межує на сході зі Здоровцем та Горбовим, на півдні з селищем Ємільчине, на південному заході з Нитиним, на північному заході з Підлубами. Через село протікає річка Уборть.

## Історія
Попередні назви — Рудня-Підлуби, Рудня-Підлубецька. Село Емільчинської волості Новоград-Волинського повіту Волинської губернії. Відстань від повітового міста 48 верст, від волості 4. Дворів 27, мешканців 190.
У 1913 році дворянка Уварова Софія Володимирівна, вдова Уварова Сергія Аполлоновича, володіла землею у розмірі 300 десятин.